# Stefano Sensi
Stefano Sensi, né le 5 août 1995 à Urbino en Italie, est un footballeur international italien qui évolue au poste de milieu de terrain.

## Biographie

### Carrière en club

#### Débuts professionnels
Formé au Rimini FC, il est par la suite recruté par l'AC Cesena, où il poursuit sa formation. Il est ensuite prêté de 2013 à 2015 à San Marino. 
De retour à Cesena en 2015, il fait ses débuts en Coupe d'Italie le 20 août, contre le Calcio Catane. Son équipe s'impose par 4 buts à 1 lors de cette rencontre où il est titulaire.

#### Sassuolo
Le 13 janvier 2016, il signe en faveur de l'US Sassuolo, mais se voit prêté les six premiers mois à l'AC Cesena, afin de terminer la saison.
Il joue son premier match pour Sassuolo le Le 4 août 2016 contre le FC Lucerne. Il découvre par la même occasion la Ligue Europa, jouant son premier match de coupe d'Europe. Il entre en jeu à la place de Davide Biondini et son équipe s'impose par trois buts à zéro. Sensi découvre la Serie A en étant titularisé en championnat lors de la première journée de la saison 2016-2017, lors d'une victoire face à l'US Palerme (0-1), le 21 août 2016.
Le 16 octobre 2016, il inscrit son premier but en championnat, lors d'un match contre le FC Crotone. C'est lui qui égalise et son équipe finit par s'imposer par 2 buts à 1.

#### Inter Milan
Le 2 juillet 2019, Stefano Sensi s'engage avec l'Inter Milan en prêt payant avec option d'achat. Il joue son premier match sous ses nouvelles couleurs lors de la première journée de la saison 2019-2020 de Serie A contre l'US Lecce, il est titularisé d'emblée grâce à une préparation exemplaire. Il marque d'ailleurs son premier but en match officiel lors de cette rencontre, qui se solde par la victoire des Nerazzurro sur le score de quatre buts à zéro.
Le 31 août 2020, l'Inter débloque l'option d'achat de son prêt. Il signe un contrat de quatre ans.
Il est sacré champion d'Italie avec l'Inter lors de la saison 2020-2021.

#### Prêts
Le 29 janvier 2022, Stefano Sensi est prêté jusqu'à la fin de la saison à la Sampdoria de Gênes.
Sensi marque son premier et unique but pour la Sampdoria dès son premier match, le 6 février 2022, contre l'US Sassuolo, en championnat. Son équipe s'impose par quatre buts à zéro ce jour-là.
Le 2 juillet 2022, Stefano Sensi est de nouveau prêté, cette fois pour une saison entière, à l'AC Monza, tout juste promu en première division.
Sensi inscrit son premier but pour Monza le 11 septembre 2022, lors d'une rencontre de championnat face à l'US Lecce. Titularisé, il ouvre le score sur coup franc direct mais les deux équipes se neutralisent (1-1 score final).

### En sélection
Avec les moins de 17 ans, il joue une rencontre lors de l'année 2012, face à l'Allemagne.
Avec les moins de 20 ans, il joue trois rencontres lors de l'année 2015, face à la Pologne, l'Allemagne et la Suisse.
Stefano Sensi honore sa première sélection avec l'équipe Italie le 20 novembre 2018, lors d'une victoire un but à zéro face aux États-Unis en match amical. Le 26 mars 2019, pour sa deuxième sélection avec l'Italie, il marque son premier but avec l'équipe nationale en match de qualification pour la Ligue des nations face au Liechtenstein. Titulaire, c'est lui qui ouvre le score de la tête sur un centre côté gauche de Leonardo Spinazzola, et son équipe s'impose finalement sur le score de 6-0.
Sensi marque un nouveau but le 4 septembre 2020, pour sa cinquième sélection avec l'Italie, contre la Bosnie-Herzégovine. Il est l'auteur du but égalisateur (1-1 score final).

## Statistiques

### En club
| Saison                | Club                     | Championnat           | Championnat | Championnat | Coupe(s) nationale(s) | Coupe(s) nationale(s) | Supercoupe | Supercoupe | Compétition(s) continentale(s) | Compétition(s) continentale(s) | Compétition(s) continentale(s) | Barrages | Barrages | Total | Total |
| Saison                | Club                     | Division              | M.          | B.          | M.                    | B.                    | M.         | B.         | Comp.                          | M.                             | B.                             | M.       | B.       | M.    | B.    |
| 2013-2014             | San Marino Calcio (prêt) | Serie C               | 26          | 1           | -                     | -                     | -          | -          | -                              | -                              | -                              | -        | -        | 26    | 1     |
| 2014-2015             | San Marino Calcio (prêt) | Serie C               | 33          | 8           | 1                     | 1                     | -          | -          | -                              | -                              | -                              | -        | -        | 34    | 9     |
| Sous-total            | Sous-total               | Sous-total            | 59          | 9           | 1                     | 1                     | -          | -          | -                              | -                              | -                              | -        | -        | 60    | 10    |
| 2015-2016             | AC Cesena (prêt)         | Serie B               | 31          | 4           | 1                     | 0                     | -          | -          | -                              | -                              | -                              | 1        | 0        | 33    | 4     |
| Sous-total            | Sous-total               | Sous-total            | 31          | 4           | 1                     | 0                     | -          | -          | -                              | -                              | -                              | 1        | 0        | 33    | 4     |
| 2016-2017             | US Sassuolo              | Serie A               | 16          | 1           | 1                     | 0                     | -          | -          | C3                             | 2                              | 0                              | -        | -        | 19    | 1     |
| 2017-2018             | US Sassuolo              | Serie A               | 17          | 2           | 2                     | 0                     | -          | -          | -                              | -                              | -                              | -        | -        | 19    | 2     |
| 2018-2019             | US Sassuolo              | Serie A               | 28          | 2           | 2                     | 0                     | -          | -          | -                              | -                              | -                              | -        | -        | 30    | 2     |
| Sous-total            | Sous-total               | Sous-total            | 61          | 5           | 5                     | 0                     | -          | -          | -                              | 2                              | 0                              | -        | -        | 68    | 5     |
| 2019-2020             | Inter Milan (prêt)       | Serie A               | 12          | 3           | 1                     | 0                     | -          | -          | C1+C3                          | 3+1                            | 0                              | -        | -        | 17    | 3     |
| 2020-2021             | Inter Milan              | Serie A               | 18          | 0           | 2                     | 0                     | -          | -          | C1                             | 1                              | 0                              | -        | -        | 21    | 0     |
| 2021-2022             | Inter Milan              | Serie A               | 9           | 0           | 1                     | 1                     | -          | -          | C1                             | 2                              | 0                              | -        | -        | 12    | 1     |
| 2023-2024             | Inter Milan              | Serie A               | 4           | 0           | 1                     | 0                     | -          | -          | C1                             | -                              | -                              | -        | -        | 5     | 0     |
| Sous-total            | Sous-total               | Sous-total            | 43          | 3           | 5                     | 1                     | -          | -          | -                              | 7                              | 0                              | -        | -        | 55    | 4     |
| 2021-2022             | UC Sampdoria (prêt)      | Serie A               | 11          | 1           | -                     | -                     | -          | -          | -                              | -                              | -                              | -        | -        | 11    | 1     |
| 2022-2023             | AC Monza (prêt)          | Serie A               | 28          | 3           | 2                     | 0                     | -          | -          | -                              | -                              | -                              | -        | -        | 30    | 3     |
| Sous-total            | Sous-total               | Sous-total            | 39          | 4           | 2                     | 0                     | 0          | 0          | -                              | 0                              | 0                              | 0        | 0        | 41    | 4     |
| Total sur la carrière | Total sur la carrière    | Total sur la carrière | 233         | 25          | 23                    | 2                     | -          | -          | -                              | 9                              | 0                              | 1        | 0        | 266   | 27    |

### En sélection nationale
| Saison                | Sélection             | Phases finales        | Phases finales | Phases finales | Phases finales | Éliminatoires | Éliminatoires | Éliminatoires | Matchs amicaux | Matchs amicaux | Matchs amicaux | Total | Total | Total |
| Saison                | Sélection             | Compétition           | M              | B              | Pd             | M             | B             | Pd            | M              | B              | Pd             | M     | B     | Pd    |
| --------------------- | --------------------- | --------------------- | -------------- | -------------- | -------------- | ------------- | ------------- | ------------- | -------------- | -------------- | -------------- | ----- | ----- | ----- |
| 2018-2019             | Italie                | Ligue des nations     | -              | -              | -              | 1             | 1             | 0             | 1              | 0              | 0              | 2     | 1     | 0     |
| 2019-2020             | Italie                | Euro 2020             | -              | -              | -              | 2             | 0             | 1             | -              | -              | -              | 2     | 0     | 1     |
| Total sur la carrière | Total sur la carrière | Total sur la carrière | 0              | 0              | 0              | 3             | 1             | 1             | 1              | 0              | 0              | 4     | 1     | 1     |

## Palmarès
Stefano Sensi remporte le championnat d'Italie en 2021 et 2024.
Vainqueur de la Coupe d'Italie en 2022 et vainqueur de la Supercoupe d'Italie en 2022 et 2024